# 5e étape du Tour de France 2012
Pour un article plus général, voir Tour de France 2012.
La 5e étape du Tour de France 2012 s'est déroulée le jeudi 5 juillet 2012. Elle part de Rouen et arrive à Saint-Quentin.

## Parcours
Le départ est donné à Rouen, en Seine-Maritime, ville d'arrivée de l'étape précédente, au pied de la côte de Bonsecours. Une stèle y rappelle l'exploit de Jean Robic lors du Tour de France 1947. Il y avait distancé Pierre Brambilla, porteur du maillot jaune, lors de la dernière étape, et effectué 130 kilomètres en échappée pour remporter ce Tour.
Le parcours prend la direction de l'est et entre dans le département de l'Eure après une douzaine de kilomètres. Il fait un bref passage en Seine-Maritime avant d'arriver en Picardie, dans le département de l'Oise. Un sprint intermédiaire est disputé à Breteuil, au kilomètre 109. Les coureurs passent ensuite par la Somme et arrivent dans l'Aisne. L'étape se termine à Saint-Quentin, après 196,5 kilomètres de course. Cette étape de plaine ne comprend aucune côte comptant pour le classement de meilleur grimpeur.

## Déroulement de la course
Dès le départ, quatre coureurs s'échappent : Julien Simon (Saur-Sojasun), Pablo Urtasun (Euskaltel-Euskadi), Jan Ghyselinck (Cofidis) et Matthieu Ladagnous (FDJ-BigMat). Leur avance est contrôlée par l'équipe RadioShack-Nissan du maillot jaune Fabian Cancellara et les équipes de sprinteurs. Le sprinteur Marcel Kittel (Argos-Shimano), malade depuis le début du Tour, abandonne au km 39. Derrière les échappés, Mark Cavendish (Sky) remporte le sprint intermédiaire du peloton à Breteuil.
Le peloton revient progressivement sur les échappés. À 3 km de l'arrivée, une chute vient perturber le sprint final, impliquant notamment Tyler Farrar (Garmin-Sharp) et le maillot vert Peter Sagan (Liquigas-Cannondale). Les échappés sont rattrapés dans les derniers hectomètres. André Greipel (Lotto-Belisol), bien emmené par son équipe, remporte sa deuxième étape consécutive dans ce Tour 2012, devant Matthew Goss (Orica-GreenEDGE) et Juan José Haedo (Saxo Bank-Tinkoff Bank). Fabian Cancellara conserve le maillot jaune.

## Résultats

### Classement de l'étape
| Classement de la 5e étape | Classement de la 5e étape | Classement de la 5e étape | Classement de la 5e étape | Classement de la 5e étape |
|                           | Coureur                   | Pays                      | Équipe                    | Temps                     |
| ------------------------- | ------------------------- | ------------------------- | ------------------------- | ------------------------- |
| 1er                       | André Greipel             | Allemagne                 | Lotto-Belisol             | en 4 h 41 min 30 s        |
| 2e                        | Matthew Goss              | Australie                 | Orica-GreenEDGE           | m.t                       |
| 3e                        | Juan José Haedo           | Argentine                 | Saxo Bank-Tinkoff Bank    | m.t                       |
| 4e                        | Samuel Dumoulin           | France                    | Cofidis                   | m.t                       |
| 5e                        | Mark Cavendish            | Royaume-Uni               | Sky                       | m.t                       |
| 6e                        | Tom Veelers               | Pays-Bas                  | Argos-Shimano             | m.t                       |
| 7e                        | Óscar Freire              | Espagne                   | Katusha                   | m.t                       |
| 8e                        | Alessandro Petacchi       | Italie                    | Lampre-ISD                | m.t                       |
| 9e                        | Sébastien Hinault         | France                    | AG2R La Mondiale          | m.t                       |
| 10e                       | Yohann Gène               | France                    | Europcar                  | m.t                       |
| modifier                  |                           |                           |                           |                           |

### Points attribués
| Sprint intermédiaire de Breteuil (km 109) | Sprint intermédiaire de Breteuil (km 109) | Sprint intermédiaire de Breteuil (km 109) | Sprint intermédiaire de Breteuil (km 109) | Sprint intermédiaire de Breteuil (km 109) |
| ----------------------------------------- | ----------------------------------------- | ----------------------------------------- | ----------------------------------------- | ----------------------------------------- |
|                                           | Coureur                                   | Pays                                      | Équipe                                    | Point(s)                                  |
| 1er                                       | Matthieu Ladagnous                        | France                                    | FDJ-BigMat                                | 20                                        |
| 2e                                        | Pablo Urtasun                             | Espagne                                   | Euskaltel-Euskadi                         | 17                                        |
| 3e                                        | Julien Simon                              | France                                    | Saur-Sojasun                              | 15                                        |
| 4e                                        | Jan Ghyselinck                            | Belgique                                  | Cofidis                                   | 13                                        |
| 5e                                        | Mark Cavendish                            | Royaume-Uni                               | Sky                                       | 11                                        |
| 6e                                        | Matthew Goss                              | Australie                                 | Orica-GreenEDGE                           | 10                                        |
| 7e                                        | Mark Renshaw                              | Australie                                 | Rabobank                                  | 9                                         |
| 8e                                        | Peter Sagan                               | Slovaquie                                 | Liquigas-Cannondale                       | 8                                         |
| 9e                                        | Edvald Boasson Hagen                      | Norvège                                   | Sky                                       | 7                                         |
| 10e                                       | Kenny van Hummel                          | Pays-Bas                                  | Vacansoleil-DCM                           | 6                                         |
| 11e                                       | Yauheni Hutarovich                        | Biélorussie                               | FDJ-BigMat                                | 5                                         |
| 12e                                       | Alessandro Petacchi                       | Italie                                    | Lampre-ISD                                | 4                                         |
| 13e                                       | Patrick Gretsch                           | Allemagne                                 | Argos-Shimano                             | 3                                         |
| 14e                                       | Daryl Impey                               | Afrique du Sud                            | Orica-GreenEDGE                           | 2                                         |
| 15e                                       | Yuriy Krivtsov                            | Ukraine                                   | Lampre-ISD                                | 1                                         |
| modifier                                  |                                           |                                           |                                           |                                           |

| Classement de l'étape | Classement de l'étape | Classement de l'étape | Classement de l'étape  | Classement de l'étape |
| --------------------- | --------------------- | --------------------- | ---------------------- | --------------------- |
|                       | Coureur               | Pays                  | Équipe                 | Point(s)              |
| 1er                   | André Greipel         | Allemagne             | Lotto-Belisol          | 45                    |
| 2e                    | Matthew Goss          | Australie             | Orica-GreenEDGE        | 35                    |
| 3e                    | Juan José Haedo       | Argentine             | Saxo Bank-Tinkoff Bank | 30                    |
| 4e                    | Samuel Dumoulin       | France                | Cofidis                | 26                    |
| 5e                    | Mark Cavendish        | Royaume-Uni           | Sky                    | 22                    |
| 6e                    | Tom Veelers           | Pays-Bas              | Argos-Shimano          | 20                    |
| 7e                    | Óscar Freire          | Espagne               | Katusha                | 18                    |
| 8e                    | Alessandro Petacchi   | Italie                | Lampre-ISD             | 16                    |
| 9e                    | Sébastien Hinault     | France                | AG2R La Mondiale       | 14                    |
| 10e                   | Yohann Gène           | France                | Europcar               | 12                    |
| 11e                   | Bauke Mollema         | Pays-Bas              | Rabobank               | 10                    |
| 12e                   | Matthieu Ladagnous    | France                | FDJ-BigMat             | 8                     |
| 13e                   | Borut Božič           | Slovaquie             | Astana                 | 6                     |
| 14e                   | Kenny van Hummel      | Pays-Bas              | Vacansoleil-DCM        | 4                     |
| 15e                   | Egoi Martínez         | Espagne               | Euskaltel-Euskadi      | 2                     |
| modifier              |                       |                       |                        |                       |

## Classements à l'issue de l'étape

### Classement général
| Classement général | Classement général   | Classement général | Classement général      | Classement général  |
|                    | Coureur              | Pays               | Équipe                  | Temps               |
| ------------------ | -------------------- | ------------------ | ----------------------- | ------------------- |
| 1er                | Fabian Cancellara    | Suisse             | RadioShack-Nissan       | en 24 h 45 min 32 s |
| 2e                 | Bradley Wiggins      | Royaume-Uni        | Sky                     | + 7 s               |
| 3e                 | Sylvain Chavanel     | France             | Omega Pharma-Quick Step | + 7 s               |
| 4e                 | Tejay van Garderen   | États-Unis         | BMC Racing              | + 10 s              |
| 5e                 | Edvald Boasson Hagen | Norvège            | Sky                     | + 11 s              |
| 6e                 | Denis Menchov        | Russie             | Katusha                 | + 13 s              |
| 7e                 | Cadel Evans          | Australie          | BMC Racing              | + 17 s              |
| 8e                 | Vincenzo Nibali      | Italie             | Liquigas-Cannondale     | + 18 s              |
| 9e                 | Ryder Hesjedal       | Canada             | Garmin-Sharp            | + 18 s              |
| 10e                | Andreas Klöden       | Allemagne          | RadioShack-Nissan       | + 19 s              |
| modifier           |                      |                    |                         |                     |

### Classement par points
| Classement par points | Classement par points | Classement par points | Classement par points | Classement par points |
| --------------------- | --------------------- | --------------------- | --------------------- | --------------------- |
|                       | Coureur               | Pays                  | Équipe                | Point(s)              |
| 1er                   | Peter Sagan           | Slovaquie             | Liquigas-Cannondale   | 155 points            |
| 2e                    | Matthew Goss          | Australie             | Orica-GreenEDGE       | 137 pts               |
| 3e                    | André Greipel         | Allemagne             | Lotto-Belisol         | 132 pts               |
| modifier              |                       |                       |                       |                       |

### Classement du meilleur grimpeur
| Classement du meilleur grimpeur | Classement du meilleur grimpeur | Classement du meilleur grimpeur | Classement du meilleur grimpeur | Classement du meilleur grimpeur |
| ------------------------------- | ------------------------------- | ------------------------------- | ------------------------------- | ------------------------------- |
|                                 | Coureur                         | Pays                            | Équipe                          | Point(s)                        |
| 1er                             | Michael Mørkøv                  | Danemark                        | Saxo Bank-Tinkoff Bank          | 9 points                        |
| 2e                              | Ivan Basso                      | Italie                          | Liquigas-Cannondale             | 2 pts                           |
| 3e                              | Peter Sagan                     | Slovaquie                       | Liquigas-Cannondale             | 2 pts                           |
| modifier                        |                                 |                                 |                                 |                                 |

### Classement du meilleur jeune
| Classement général du meilleur jeune | Classement général du meilleur jeune | Classement général du meilleur jeune | Classement général du meilleur jeune | Classement général du meilleur jeune |
|                                      | Coureur                              | Pays                                 | Équipe                               | Temps                                |
| ------------------------------------ | ------------------------------------ | ------------------------------------ | ------------------------------------ | ------------------------------------ |
| 1er                                  | Tejay van Garderen                   | États-Unis                           | BMC Racing                           | en 24 h 45 min 42 s                  |
| 2e                                   | Edvald Boasson Hagen                 | Norvège                              | Sky                                  | + 1 s                                |
| 3e                                   | Rein Taaramäe                        | Estonie                              | Cofidis                              | + 12 s                               |
| modifier                             |                                      |                                      |                                      |                                      |

### Classement par équipes
| Classement par équipes | Classement par équipes | Classement par équipes | Classement par équipes |
|                        | Équipe                 | Pays                   | Temps                  |
| ---------------------- | ---------------------- | ---------------------- | ---------------------- |
| 1re                    | Sky                    | Royaume-Uni            | en 74 h 17 min 10 s    |
| 2e                     | RadioShack-Nissan      | Luxembourg             | + 4 s                  |
| 3e                     | BMC Racing             | États-Unis             | + 6 s                  |
| modifier               |                        |                        |                        |

## Abandon
- Marcel Kittel (Argos-Shimano) : abandon.